# Sân bay Tiko
Sân bay Tiko (IATA: TKC, ICAO: FKKC) là một sân bay ở Tiko, Cameroon.